# قلعه دخترلویه
قلعه دخترلویه مربوط به اواخر دوره ساسانیان -اوایل دوران‌های تاریخی پس از اسلام است و در شهرستان رودبار، بخش مرکزی، روستای لویه واقع شده و این اثر در تاریخ ۲۴ اسفند ۱۳۸۳ با شمارهٔ ثبت ۱۱۷۴۷ به‌عنوان یکی از آثار ملی ایران به ثبت رسیده است.